# STR-Analyse
Die STR-Analyse ist eine Methode der DNA-Analyse zur Bestimmung von Short Tandem Repeats. Ihr Anwendungsgebiet findet die STR-Methode als STR-Profilanalyse in der Kriminalistik, der Rechtsmedizin und bei Vaterschaftsnachweisen. Zudem wird diese Methode in der biomedizinischen Forschung zur Authentifizierung von humanen (Mensch) und murinen (Maus) Zelllinien eingesetzt.

## Eigenschaften
Bei der STR-Analyse wird die Anzahl an short tandem repeats auf mehreren Chromosomen durch eine DNA-Extraktion mit einer anschließenden Polymerase-Kettenreaktion (PCR) bestimmt. STR sind Mikrosatelliten mit einer Länge zwischen zwei und dreizehn Nukleotiden, die im Genom hundertfach in Serie auf jedem Chromosom vorkommen. Bei einem Abstammungsgutachten per STR-Analyse werden zwei verschiedene Proben verglichen. Nach der PCR werden die Amplifikate meistens per Agarose-Gelelektrophorese oder Kapillarelektrophorese getrennt und nachgewiesen. Eine Analyse mittels Mikrofluidik-basierter Systeme ist in bestimmten Fällen ebenfalls möglich. Eine STR-Analyse kann auch ohne DNA-Extraktion durchgeführt werden. In der biomedizinischen Forschung können zur Authentifizierung von etablierten Zelllinien selbstgenerierte STR-Profile mit Datenbanken, wie z. B. CLASTR oder STRBase abgeglichen werden.